# Élie Borschak
 (avril 2022).
La mise en forme du texte ne suit pas les recommandations de Wikipédia : il faut le « wikifier ».
Les points d'amélioration suivants sont les cas les plus fréquents. Le détail des points à revoir est peut-être précisé sur la page de discussion.
- Les titres sont pré-formatés par le logiciel. Ils ne sont ni en capitales, ni en gras.
- Le texte ne doit pas être écrit en capitales (les noms de famille non plus), ni en gras, ni en italique, ni en « petit »…
- Le gras n'est utilisé que pour surligner le titre de l'article dans l'introduction, une seule fois.
- L'italique est rarement utilisé : mots en langue étrangère, titres d'œuvres, noms de bateaux, etc.
- Les citations ne sont pas en italique mais en corps de texte normal. Elles sont entourées par des guillemets français : « et ».
- Les listes à puces sont à éviter, des paragraphes rédigés étant largement préférés. Les tableaux sont à réserver à la présentation de données structurées (résultats, etc.).
- Les appels de note de bas de page (petits chiffres en exposant, introduits par l'outil «  Source ») sont à placer entre la fin de phrase et le point final[comme ça].
- Les liens internes (vers d'autres articles de Wikipédia) sont à choisir avec parcimonie. Créez des liens vers des articles approfondissant le sujet. Les termes génériques sans rapport avec le sujet sont à éviter, ainsi que les répétitions de liens vers un même terme.
- Les liens externes sont à placer uniquement dans une section « Liens externes », à la fin de l'article. Ces liens sont à choisir avec parcimonie suivant les règles définies. Si un lien sert de source à l'article, son insertion dans le texte est à faire par les notes de bas de page.
- La présentation des références doit suivre les conventions bibliographiques. Il est recommandé d'utiliser les modèles {{Ouvrage}}, {{Chapitre}}, {{Article}}, {{Lien web}} et/ou {{Bibliographie}}. Le mode d'édition visuel peut mettre en forme automatiquement les références.
- Insérer une infobox (cadre d'informations à droite) n'est pas obligatoire pour parachever la mise en page.

Pour une aide détaillée, merci de consulter Aide:Wikification.
Si vous pensez que ces points ont été résolus, vous pouvez retirer ce bandeau et améliorer la mise en forme d'un autre article.
 (décembre 2022).
Élie Borschak (en ukrainien : Ілля Костянтинович Борщак ; né le 19 juillet 1894  à Balti (en Bessarabia) et mort le 11 octobre 1959 dans le 13e arrondisement de Paris, est un homme politique ukrainien, publiciste historique et journaliste d'origine juive. Depuis 1920 il signe comme Ilko Borshchak en ukrainien et Élie Borschak en français.

## Biographie
Élie Borschak est né dans la famille de Leib-Gersh (Lev) Mikhelev (Mikhailovich) Barshaku, professeur d’école primaire, et Paia-Dvoira Leibovna (Dora Lvovna) Trotsky. Selon un enregistrement dans le livre de naissance de Balti, découvert par Vadim Adadurov, Élie est circoncis le 8e jour après sa naissance. À l’âge de quatre ans, ses parents l’ont transféré dans la colonie juive de Nagartav de la province de Kherson où son père, Leib Barshak, travaillera comme instituteur jusqu’au début des années 1920.
En 1913, il sort major de sa promotion au lycée de garçons appelé Premier gymnasium de Kherson. La même année, il est baptisé Konstantinovich dans la cathédrale de l’Assomption de Kherson en l’honneur de son parrain, le directeur du lycée de Kherson, Konstantin Tyulpanov.
En septembre 1913, il rejoint l’Institut polytechnique impérial de Saint-Pétersbourg d’où il est expulsé le mois suivant en raison d’un retard de paiement des frais de scolarité. Pendant la guerre 1914-1918, il étudie le droit à l'université impériale de Kiev puis celle de Novorossiysk. En 1918, il est certifié en tant qu’avocat du 2ᵉ degré (correspondant à la qualification actuelle de licence). Lors de ses études, il a pris l’option « Histoire ».  Il a également acquis la maîtrise du français, de l’allemand et du latin. Dans ses récits autobiographiques, Élie Borschak réinvente son passé pour dissimuler ses racines juives. Il raconte sa naissance dans la foi orthodoxe à Kherson en 1891, son admission à l’université en 1909, sa préparation d'un Master au Département de droit international de l’Université de Novorossiysk ainsi qu’un voyage d'études scientifiques en 1914 en Europe puis sa détention par des Allemands avant son retour en Russie via la Norvège. Il relate également son séjour au front de septembre 1914 à février 1918, il parle de ses blessures de guerre, de l’attribution de la croix de Saint-Georges et de sa promotion au grade d’officier. En réalité, sorti de l’université en juin 1917, il étudie à partir du 8 juillet 1917 à l’école militaire d’artillerie de Sergius à Odessa (11e année), celle-ci sera dissoute par les bolcheviks en février 1918. De fait, il ne combattra pas un seul jour au front.
En juin 1918, Borschak s’installe à Kiev pendant la période de l'Hetmanat, qui est dirigé par Hetman Petro Skoropadsky. Élie a obtenu un poste de chargé de mission diplomatique sous la direction d'Anriy Yakovlev du ministère des Affaires étrangères de la République populaire ukrainienne. En janvier 1919, avec l'aide de S. Shelukhin, il est chargé de mission aux États-Unis par la République populaire ukrainienne. En mars 1919, il va à Copenhague. Depuis mai 1919, il est diplomate sans mission. Il voyage à Vienne, Rome et Bucarest. Au début des années 1920, Élie Borschak arrive à Paris. Il occupe le poste de secrétaire adjoint de la délégation ukrainienne à la Conférence de paix de Paris de 1919-1920.
Borschak restera à Paris pour le reste de sa vie. Dans la ville des Lumières, sa vocation, le travail de chercheur scientifique, se réalise. Il se plonge dans des recherches d’archives dans les bibliothèques de diverses villes en France, puis Londres, Vienne, Leiden, Uppsala, Stockholm et d’autres villes européennes. Ses domaines d’intérêt scientifique concernent l’histoire de l’Ukraine, sa culture, la diplomatie, les mouvements socio-politiques de différentes périodes dans le contexte des relations avec l’Europe.
Élie Borschak est membre du Comité d’action en 1923-1932, cofondateur et membre de l’Union des citoyens ukrainiens en France (SUGUF), responsable du cercle des études ukrainiennes et éditeur de l’hebdomadaire de SUGUF « Nouvelles ukrainiennes » (1926-1929). Il est aussi membre de la Ligue de la culture ukrainienne (1923), organisateur de la Société des amis du cinéma ukrainien (1926-1927) et employé de l’Académie ukrainienne des sciences (Kyiv).
Selon Viktor Savchenko, au milieu des années 1920, Élie Borschak était un antagoniste de Simon Petliura, contre qui il s’opposait activement aux pages de « Nouvelles ukrainiennes ». Savchenko affirme que cet hebdomadaire avec le soutien financier de l’URSS. Dans une lettre à M. Shumytsky datée du 15 septembre 1923, Simon Petliura notait que Borschak était un ami de Galip, mais soulignait que « ses travaux historiques, basés sur des données ukrainiennes d’archives françaises, montrent qu’il ne perd pas de temps et fait un bon travail dans ce domaine ». Au total, le chercheur a écrit plus de 400 ouvrages, dont les livres les plus célèbres sur Mazepa, Orlyk, Napoléon et l’Ukraine et plus encore.
Durant cette période, Élie Borschak publie également ses ouvrages dans des revues de l’Ukraine soviétique, rencontre à Paris les personnalités culturelles (Mykhaïlo Boïtchouk, Vassyl Sedliar, Andriy Taran, Mykola Khvyliovy et autres). La terreur de Staline a rompu ces contacts et a réorienté le fervent soviétophile vers un rejet complet du régime soviétique en Ukraine.
Depuis 1931, Borschak œuvre pour que la langue ukrainienne et les études ukrainiennes soient enseignées à la Sorbonne, ce qu’il ne parvient pas à réaliser jusqu’à 1938. Son projet se concrétise à l’École nationale des langues orientales vivantes de Paris où il obtient un poste permanent en tant que fondateur du Département d’études ukrainiennes. En 1946, il publie le premier manuel de la langue ukrainienne en France.
Pendant la Seconde Guerre mondiale, Borschak est emprisonné pour avoir participé au mouvement de Résistance. Il passe huit mois dans la prison de la Santé avant sa libération en avril 1941. Il était constamment surveillé ensuite par la Gestapo. Après son arrestation en février 1943 (en tant que membre de la presse du mouvement de Résistance, organisateur de l’organisation anti-allemande ukrainienne) et sa libération ultérieure, il entre dans la clandestinité. Après la guerre, il a tenté de retourner en Ukraine, a reçu la citoyenneté soviétique et un passeport. Cependant, des nouvelles alarmantes d’Ukraine sur la poursuite de la terreur l’ont sauvé de cette étape et il a renoncé à sa citoyenneté et est rentré en France.
Depuis 1949, Élie Borschak est directeur des Archives de l'émigration ukrainienne en France. « Ces Archives, propriété de l’État français, ont pour but d’assembler et de classer les divers documents relatifs à tous les aspects de la vie des Ukrainiens de France, en vue de faciliter dans l’avenir les travaux des historiens.
En 1947, Le Kobzar de Taras Chevtchenko a été publié à Paris grâce aux efforts de Borschak. La préface et les notes y afférentes ont été écrites par Borschak lui-même.
Au printemps 1958, Borschak est paralysé. Le 11 octobre 1959, l’historien et diplomate ukrainien meurt. Peu de temps avant la mort, Élie Borschak a transféré ses archives personnelles et scientifiques aux Archives de l’émigration ukrainienne, conservées à l’Institut des langues et civilisations orientales de l’Université de la Sorbonne. Certains ont été renvoyés dans des institutions scientifiques en Ukraine. Le fonds Borschak est conservé actuellement à la BULAC.

## Enseignement de l'ukrainien
En 1938, Élie Borschak commence à enseigner à l’École nationale des langues orientales vivantes. À cette occasion, il s’engage par écrit « catégoriquement » à « s’abstenir de toute allusion politique relative au problème ukrainien » et à faire preuve « d’objectivité absolument scientifique ». En 1952, une charge d’ukrainien est installée à l’École nationale des langues orientales vivantes par décret du ministère de l’Éducation nationale du 18 septembre 1952, intervenue le 12 novembre 1952. Élie Borschak devient ainsi chargé de cours, après avoir été chargé de conférences. Il enseigne l’ukrainien et la littérature ukrainienne jusqu'en 1958.

## Œuvres
Avertissement : Les titres dont les renseignements ont été vérifiés sur le site de la Bibliothèque de France sont suivis par l'acronyme (BnF).
L’héritage de Borschak comprend environ 400 ouvrages scientifiques et journalistiques écrits en ukrainien et en français, y compris des recherches fondamentales sur les sujets suivants : les cosaques du XVIIe siècle, la vie de Mazepa et ses partisans, l’ère napoléonienne, le mouvement socio-politique dans l’est de l’Ukraine, l’histoire de la diplomatie ukrainienne et la culture de l’Ukraine. Et tout cela dans un contexte franco-ukrainien spécifique. Y compris :
- 1920 : L'Armée ukrainienne, une histoire de trois ans, 23 pages de «France et Ukraine» de janvier-février publiées par (S.I.n.d.) (BnF)
  - Les Mystifications du comte Michel Tyszkiewicz. 20 pages éditées par «La Bourse du commerce»
- 1922 : La France et l'Ukraine. Cosaques de Bogdan Khmelnitski près de Dunkirchen // Tribune Ukrainienne. - № 5. Varsovie.
  - Napoléon et l'Ukraine pages 24 à 40 dans la «Revue des études napoléoniennes» des mois d'aout et septembre[5] éditée par Félix Alcan à Paris
- 1923 : L'Idée de l'Unité Ukrainienne en Europe dans le passé. 16 pages en ukrainien d'après des documents inédits et des ouvrages anciens. Paris. (BnF)
  - L'Ukraine et la diplomatie française XVIII Art. // Nouvelle Ukraine. - № 3. Prague.
- 1924 : Vergennes et l'Ukraine dans «Nouvelle Ukraine» n° 12. Prague [6]
- 1926 : Voltaire et l'Ukraine. Selon des documents non publiés // Ukraine. - Kiev. - Livre. 1.
- 1929 : La Paix ukrainienne de Brest-Litovsk articles parus dans le mensuel «Le Monde Slave», imprimé par Félix Alcan à Paris (BnF)
- 1930 : Le Mouvement national ukrainien au XIXe siècle. Extrait du «Monde Slave» des mois d'octobre, novembre et décembre : 102 pages éditées par Félix Alcan à Paris (BnF)
  - Masaryk et l'Ukraine dans «Le Monde Slave». Librairie Félix Alcan à Paris (BnF)
- 1931 : Vie de Mazeppa avec René Martel. Éditions Calmann-Lévy. Nouvelle collection historique. 192 pages sorties le 10 juin 1931. Imprimerie Paul Brodard à Coulommiers. (BnF) Cet ouvrage peut être lu en ligne [7]
- 1932 : Grand Mazepa Grigor Orlyk, lieutenant général de Louis XV. Lviv. Réédité à Kiev en 1996.
  - Mazepa - homme et personnage historique // ZNTSh. Lviv. - Tome 152, n° 1.
- 1933 : Ivan Mazepa. La vie et les pulsions du grand hetman". Lviv.
  - Oleksander Barvinsky (en ukrainien : Барвінський Олександр Григорович) une notice biographique reproduite dans «Internet encyclopedia of Ukraine»[8]
  - L'Ukraine dans la littérature de l'Europe occidentale série d'articles parus dans le mensuel «Le Monde Slave», peut-être avant 1933 et au moins jusqu'en 1938 car la Bibliothèque de France n'en possède pas tous les numéros édités par Félix Alcan ou par Paul Hartmann
- 1935 : L'Ukraine dans la littérature de l'Europe occidentale. 202 pages éditées par l'imprimerie Darantière. S'agit-il d'une compilation?
  - Mykhaïlo Hrouchevsky 1866-1934 paru dans le mensuel édité à Paris, «Le Monde slave» de janvier (BnF)
- 1937 : Naapoleon i Ukraïna. 127 pages. Biblioteka Dila. Lvów[9]
- 1938 : L'Ukraine des Carpates dans le jeu international. Lviv.
  - L'Ukraine à la Conférence de la paix (1919-1923).... 189 pages imprimées par Darantière à Dijon, Paul Hartmann éditeur. «Il s'agit peut-être de la compilation des articles consacrés à ce sujet dans les numéros 3, 6, 7, 8, 9, 11, 12, et peut-être d'autres, de l'année 1937,  du mensuel «Le Monde Slave».
- 1939 : Histoire de l'Ukraine, une publication en langue ukrainienne parue en dehors de l'U.R.S.S. 30 pages de la «Revue historique» imprimées par Daupeley-Gouverneur à Nogent-le-Rotrou et à Paris (BnF)
  - Voynarovsky - sœurs de Hetman Ivan Mazepa, ami d'Aurora Koenigsmark et prisonnier sibérien. -Lviv.
  - Documents nouveaux sur la politique ukrainienne des Empires centraux en 1918. Affaires étrangères : janvier 1939 page 54, février 1939 page 120 et mars 1939 page 187 [10]
- 1942 : Antin Holovatyj, artisan de l'histoire pages 158 à 161 dans « Revue de Etudes Slaves » tome 20, fascicule 1-4[11] imprimée par l'Imprimerie nationale (BnF)
- 1945 : La Galicie orientale et l'Ukraine dans le «Bulletin hebdomadaire de documentation Agence France-Presse» n° 46 d'aout édité pa (S.I.n.d.)
- 1946 : Un prélat ukrainien, le métropolite Cheptytsky 1865-1944... 59 pages éditées par les Éditions franco-ukrainiennes, imprimées par Navarre à Montreuil-sous-Bois (BnF)
  - Huit mois à la Santé, journal 1940-1941 107 pages imprimées par l'imprimerie de Navarre à Montreuil-sous-Bois pour les éditions franco-ukrainiennes (BnF)
  - Lectures ukrainiennes avec grammaire, commentaire et lexique, 153 pages éditées par l'Institut d'études slaves, imprimées par l'Imprimerie nationale, Librairie Droz à Paris (BnF)
- 1948 : Русь, Мала Росія, Україна (Petite Russie, Ukraine) pages 171 à 176 dans « Revue des Etudes Slaves » tome 24, fascicule 1-4 [12]
- 1949 : La Légende historique de l'Ukraine dont des extraits en ukrainien ont été traduits par Mme Scherre. Édité par l'Institut d'études slaves, les 197 pages ont été imprimées par R. Bussière à Saint-Amand-Montrond (BnF)
- 1950 : La Lettre des zaporogues au sultan pages 99 à 105 dans la « Revue des Etudes Slaves » tome 26, fascicule 1-4[13] des éditions de l'Institut d'études slaves à Paris (BnF)
  - Les Jeunes Filles gothes pages 137 et 138 dans la « Revue des Etudes Slaves » tome 26, fascicule 1-4[14]
- 1951 : l'Hetman Orlyk à Salonique (d'après son journal inédit) pages 52 à 60 dans la « Revue des Etudes Slaves » tome 27[15] éditée par l'institut d'études slaves et sortie de l'Imprimerie nationale à Paris. (BnF) 
  - Le IIIe Reich et l'Ukraine 1939-1945.... 8 pages éditées par B.E.I.P.I. (Bulletin d'études d'informations politiques internationales)
  - La Ruthénie prémongole, l'Ukraine et la Russie avec une note de Roger Portal, pages 217 à 223 de la «Revue historique» d'avril-juin éditée par les Presses universitaires de France
  - Un artisan et un prophète de la liberté des peuples : Mykhaïlo Drahomanov dans les pages 291 à 295 du n° 3 de «Le Flambeau» revue belge de questions politiques et littéraires à Bruxelles[16]
- 1952 : Les Noms de famille ukrainiens pages 203 à 209 dans la « Revue internationale d'onomastique » 4e année, n° 3, septembre [17] éditée par d'Artrey à Paris (BnF)
  - L'Ukraine sous le régime soviétique, 1918-1952, 11 pages dans le supplément de septembre du bulletin n° 73  édité par l'«Association d'études et d'informations politiques internationales» et sorti de l'imprimerie de l'Union à Paris (BnF)
- 1953 : Onomastique ukrainienne page 160 dans la « Revue internationale d'onomastique » 5e année, n° 2, juin[18] éditée par d'Artrey à Paris (BnF)
- 1956 : Hryhor Orlyk, France's Cossack general avec une préface S. O. Pidhainy, 124 pages éditées par Burns&MacEachern à Toronto (BnF)
  - L'Œuvre historique de Boris Nolde, pages 17 à 22 de «Est-Ouest» n° 161[19]
- 1957 : En suivant les traces de Hetman Razoumovski en France. 37 pages éditées à Munich (BnF)
- 1959 : Noms de famille ukrainiens 16 pages de texte en français avec une préface en ukrainien publiées par l'Académie libre ukrainienne des sciences à Winnipeg. Nomenclature éditée par Jaroslav Rudnyckyj (BnF)
- 1991 : I. Mazepa. La vie et les pulsions du grand hetman. - Kiev.
  - Mazepa. Orlik. Voynarovsky : Essai historique. - Kiev.

Élie Borschak a également étudié l'œuvre du poète français d'origine ukrainienne Viktor Lvovitch Hritsenko (uk) [réf. souhaitée].

## Éditeur
- 1925 : Pylyp Orlyk. Retrait (délimitation?) des droits de l'Ukraine avec une introduction et des notes en français et en ukrainien. (Du manuscrit des archives de la famille Denteville en France mais l'authenticité des documents est contestée). Imprimé par l'imprimerie Chevtchenko à Lviv en 1925. (BnF)
- 1947 : L'Ukraine unie cahiers non périodiques des études ukrainiennes

## Littérature
- Adadurov V. Labyrinthes de l'identité d'un intellectuel ukrainien : Ilya Barshak avant Ilko Borshchak // Revue historique ukrainienne . - K., 2020. - № 6. - P. 139 - 168.
- Adadurov V. La naissance d'un mythe historique : le problème de « Napoléon et l'Ukraine » dans la couverture d'Ilko Borshchak // Ukraine moderne . - K. — Lviv, 2005. - № 9. - S. 212—236
- Bilokin S. Postface // Borshchak I., Martel RI Mazepa. La vie et les pulsions du grand hetman. - K., 1991
- Dashkevich J. Préface. // Borshchak I. Mazepa. Orlik. Voynarovsky : Essai historique. - K., 1991
- Dashkevich J. Borschak - un historien qui sort de l'ombre // Mairie. - 1992 - 20 octobre.
- Dashkevych JR Ilko Borshchak et sa contribution à l'historiographie de l'Ukraine // Visnyk de l'Université nationale de Kiev. - 1990. - VIP. 32.
- Manuel d'histoire de l'Ukraine.
- Yusyp D. "Et le temps de ramasser des pierres" // Dzvin. - 1994. - № 7.
- Sarbey V. Qui il est - Ilko Borshchak // Calendrier historique'99. - 1998.
- Goloborodko Ya. Yu. Secteur sud. Consortium de Tavria Littéraire. Monographie romanesque. - К.: Факт, 2007. - P. 369.
- L'activité scientifique et journalistique de Matviishyn V. Ilko Borshchak en France // L'européanisme littéraire ukrainien. - Kiev : VC "Académie", 2009. - S. 244—253.
- Diaspora ukrainienne : figures littéraires, œuvres, informations biobibliographiques / Commande. DANS. ET. Prosalova. - Donetsk : Maison d'édition de l'Est, 2012. - 516 p.
- Guzenko Yu. ET. Personnalités de la région. Ilko Borshchak (1892-1959) // Région de Mykolayiv: chronique d'événements historiques. - Mykolaïv, 2002.
- Shkvarets V. P Borshchak Ilko // Coryphée de la science ukrainienne : Essais sur des personnalités éminentes de la science et de la technologie. Au 135e anniversaire de l'Université nationale d'Odessa. ET. ET. Мечникова. - Mykolaïv, 2000.
- Shkvarets V. P Ilko Borshtchak // Histoire. Ethnographie. Culture. Nouvelle recherche. IV Conférence scientifique régionale sur les traditions locales de Nikolaev "Recherches scientifiques de toutes les sphères et branches de l'Ukraine dans le contexte des problèmes historiques". mars - avril 2002 p. - Mykolaïv, 2002.
- Shkvarets V. P Ilya Borchtchak. Vie, activité, créativité. Étude monographique. Avec l'ajout d'œuvres de I. Borshchak. - Mykolaiv : Maison d'édition de ViD LLC ; Université d'État de Moscou. P.Mogili, 2002. - 136 p.; 16 p. il.
- Œuvres de Hryhoriy Kuras, mémoires et documents sur l'historien ukrainien. Éditeur Lozovy V. M Tchernihiv - 2010 p.

## Hommage à la mémoire
- À Kherson, une rue du centre de la ville porte le nom d'Élie Borschak.
- La rue Ilko Borshchak existe également à Nikolaev et une autre à Mykolaïv.